# Гормен (Техас)
Гормен (англ. Gorman) — місто (англ. city) в США, в окрузі Істленд штату Техас. Населення — 976 осіб (2020).

## Географія
Гормен розташований за координатами 32°12′49″ пн. ш. 98°40′19″ зх. д. / 32.21361° пн. ш. 98.67194° зх. д. (32.213538, -98.672077).  За даними Бюро перепису населення США в 2010 році місто мало площу 4,26 км², уся площа — суходіл.

## Демографія
Згідно з переписом 2010 року, у місті мешкали 1083 особи в 437 домогосподарствах у складі 268 родин. Густота населення становила 254 особи/км².  Було 580 помешкань (136/км²).
Расовий склад населення:
| - 81,1 % — білих - 0,3 % — азіатів - 0,1 % — корінних американців - 0,1 % — чорних або афроамериканців - 15,7 % — осіб інших рас |

До двох чи більше рас належало 2,8 %. Частка іспаномовних становила 34,0 % від усіх жителів.
За віковим діапазоном населення розподілялося таким чином: 25,4 % — особи молодші 18 років, 54,2 % — особи у віці 18—64 років, 20,4 % — особи у віці 65 років та старші. Медіана віку мешканця становила 40,1 року. На 100 осіб жіночої статі у місті припадало 83,6 чоловіків;  на 100 жінок у віці від 18 років та старших — 79,6 чоловіків також старших 18 років.
Середній дохід на одне домашнє господарство  становив 29 452 долари США (медіана — 20 735), а середній дохід на одну сім'ю — 39 507 доларів (медіана — 39 167). За межею бідності перебувало 32,4 % осіб, у тому числі 19,2 % дітей у віці до 18 років та 51,8 % осіб у віці 65 років та старших.
Цивільне працевлаштоване населення становило 229 осіб. Основні галузі зайнятості: виробництво — 33,2 %, мистецтво, розваги та відпочинок — 13,1 %, освіта, охорона здоров'я та соціальна допомога — 11,8 %.